# Gare d'Annaka-Haruna
La gare d'Annaka-Haruna (安中榛名駅, Annaka-Haruna-eki) est une gare ferroviaire de la ville d'Annaka, dans la préfecture de Gunma au Japon. Elle est uniquement desservie par la ligne Shinkansen Hokuriku de la JR East.

## Situation ferroviaire
Gare de passage, la gare d'Annaka-Haruna est située au point kilométrique (PK) 18,5 de la ligne Shinkansen Hokuriku.

## Histoire
La gare d'Annaka-Haruna a été inaugurée le 1er octobre 1997.

## Service des voyageurs

### Accueil
La gare dispose d'un bâtiment voyageurs, avec guichets, ouvert tous les jours de 6h00 à 23h00.

### Desserte
- Ligne Shinkansen Hokuriku :
  - voie 1 : direction Nagano, Toyama, Kanazawa et Tsuruga
  - voie 2 : direction Takasaki et Tokyo